# Adventsupproret
Adventsupproret startades av Dagen 2012, och var ett krav på att Sveriges skollag skulle skrivas om, så att skolavslutningar i kyrkan återigen skulle få innehålla religiösa inslag. 81 130 namnunderskrifter lämnades in.

### Fotnoter
1. ↑  Ulrika (18 december 2015). ”Över 80 000 namn under Adventsupproret”. Svenska pingströrelsen. Arkiverad från originalet den 26 november 2015. https://web.archive.org/web/20151126040021/http://www.pingst.se/om-pingst/nyhet/over-80-000-namn-under-adventsupproret/. Läst 23 december 2015.